# Carl Gustav von Beust
Carl Gustav Freiherr von Beust, modernisiert Karl Gustav Freiherr von Beust, (* 15. Dezember 1777 in Thoßfell; † 5. Mai 1856) war königlich-sächsischer Kammerherr, Rittergutsbesitzer und Landtagsdeputierter.

## Leben
Er stammte aus dem in den Freiherrenstand erhobenen Adelsgeschlecht von Beust und war der Sohn von Gustav Leopold Freiherr von Beust und dessen Ehefrau Elisabeth Julie Gräfin von Bünau. Wie viele Mitglieder seiner Familie trat er in den Dienst der Wettiner in Dresden, wo er bis zum Kammerherrn aufstieg. Im Königreich Sachsen besaß er im Vogtland die beiden Rittergüter Thoßfell und Gansgrün. Von 1833 bis 1840 gehörte als Abgeordneter der Rittergutsbesitzer im Vogtländisches Kreis der I. Kammer des Sächsischen Landtags in Dresden an.